# Liste des soumissions à la 88e cérémonie des Oscars pour le meilleur film en langue étrangère

Cet article présente la liste des soumissions à la 88e cérémonie des Oscars pour le meilleur film en langue étrangère. 

## Soumissions
| Pays                   | Titre du film pour la soumission                 | Titre original                                       | Langues                                                 | Réalisateurs                                                                                                  | Résultats             |
| ---------------------- | ------------------------------------------------ | ---------------------------------------------------- | ------------------------------------------------------- | --- | --------------------- |
| Afghanistan            | Utopia                                           | آرمان شهر                                            | Dari                                                    | Hassan Nazer                                                                                                  | Non nommé             |
| Afrique du Sud         | The Two of Us                                    | Thina Sobabili                                       | Zoulou                                                  | Ernest Nkosi                                                                                                  | Non nommé             |
| Albanie                | Bota                                             | Bota                                                 | Albanais                                                | Iris Elezi, Thomas Logoreci                                                                                   | Non nommé             |
| Algérie                | Twilight of Shadows                              | غروب الظلال                                          | Arabe                                                   | Mohammed Lakhdar-Hamina                                                                                       | Non nommé             |
| Allemagne              | Labyrinth of Lies                                | Im Labyrinth des Schweigens                          | Allemand                                                | Giulio Ricciarelli                                                                                            | Shortlist de janvier. |
| Argentine              | The Clan                                         | El Clan                                              | Espagnol                                                | Pablo Trapero                                                                                                 | Non nommé             |
| Australie              | Arrows of the Thunder Dragon                     | Arrows of the Thunder Dragon                         | Dzongkha                                                | Greg Sneddon                                                                                                  | Non nommé             |
| Autriche               | Goodnight Mommy                                  | Ich seh, ich seh                                     | Allemand                                                | Severin Fiala, Veronika Franz                                                                                 | Non nommé             |
| Bangladesh             | Jalal's Story                                    | জালালের গল্প                                             | Bangla                                                  | Abu Shahed Emon                                                                                               | Non nommé             |
| Belgique               | The Brand New Testament                          | Le Tout Nouveau Testament                            | Français                                                | Jaco Van Dormael                                                                                              | Shortlist de janvier  |
| Bosnie-Herzégovine     | Our Everyday Life                                | Naša svakodnevna priča                               | Bosnien                                                 | Ines Tanović                                                                                                  | Non nommé             |
| Brésil                 | The Second Mother                                | Que horas ela volta?                                 | Portugais                                               | Anna Muylaert                                                                                                 | Non nommé             |
| Bulgarie               | Sadilishteto                                     | Съдилището                                           | Bulgare                                                 | Stephan Komandarev                                                                                            | Non nommé             |
| Cambodge               | The Last Reel                                    | ដុំហ្វីលចុងក្រោយ                                            | Khmer                                                   | Kulikar Sotho                                                                                                 | Non nommé             |
| Canada                 | Felix and Meira                                  | Félix et Meira                                       | Français, yiddish                                       | Maxime Giroux                                                                                                 | Non nommé             |
| Chili                  | El club                                          | El club                                              | Espagnol                                                | Pablo Larraín                                                                                                 | Non nommé             |
| Chine                  | Go Away Mr. Tumor                                | 滚蛋吧！肿瘤君                                       | Mandarin                                                | Han Yan | Non nommé             |
| Colombie               | Embrace of the Serpent                           | El abrazo de la serpiente                            | Cubeo, allemand, witoto, espagnol, ticuna, wanano       | Ciro Guerra                                                                                                   | Nommé                 |
| Corée du Sud           | The Throne                                       | 사도                                                 | Coréen                                                  | Lee Joon-ik                                                                                                   | Non nommé             |
| Costa Rica             | Presos                                           | Presos                                               | Espagnol                                                | Esteban Ramírez                                                                                               | Non nommé             |
| Côte d'Ivoire          | Run                                              | Run                                                  | Français                                                | Philippe Lacôte                                                                                               | Non nommé             |
| Croatie                | The High Sun                                     | Zvizdan                                              | Croate                                                  | Dalibor Matanić                                                                                               | Non nommé             |
| Danemark               | A War                                            | Krigen                                               | Danois                                                  | Tobias Lindholm                                                                                               | Nommé                 |
| Espagne                | Loreak                                           | Loreak                                               | Basque                                                  | Jon Garaño, Jose Mari Goenaga (eu)                                                                            | Non nommé             |
| Estonie                | 1944                                             | 1944                                                 | Estonien                                                | Elmo Nüganen                                                                                                  | Non nommé             |
| Éthiopie               | Lamb                                             | Lamb                                                 | Amharique                                               | Yared Zeleke                                                                                                  | Non nommé             |
| Finlande               | The Fencer                                       | Miekkailija                                          | Estonien, russe                                         | Klaus Härö | Shortlist de janvier  |
| France                 | Mustang                                          | Mustang                                              | Turc                                                    | Deniz Gamze Ergüven                                                                                           | Nommé                 |
| Géorgie                | Moira                                            | მოირას                                               | Géorgien                                                | Levan Tutberidze                                                                                              | Non nommé             |
| Grèce                  | Xenia                                            | Ξενία                                                | Grec, albanais                                          | Pános Koútras                                                                                                 | Non nommé             |
| Guatemala              | Ixcanul Volcano                                  | Ixcanul                                              | Cakchiquel, espagnol                                    | Jayro Bustamante                                                                                              | Non nommé             |
| Hong Kong              | To the Fore                                      | 破風                                                 | Mandarin                                                | Dante Lam | Non nommé             |
| Hongrie                | Son of Saul                                      | Saul fia                                             | Hongrois, yiddish, allemand                             | László Nemes                                                                                                  | Lauréat               |
| Inde                   | Court                                            | Court                                                | Marathi                                                 | Chaitanya Tamhane                                                                                             | Non nommé             |
| Iran                   | Muhammad: The Messenger of God                   | محمد رسول‌الله                                        | Persan                                                  | Majid Majidi                                                                                                  | Non nommé             |
| Irak                   | Memories on Stone                                | Bîranînen li ser kevirî                              | Kurde                                                   | Shawkat Amin Korki                                                                                            | Non nommé             |
| Irlande                | Viva                                             | Viva                                                 | Espagnol                                                | Paddy Breathnach                                                                                              | Shortlist de janvier  |
| Islande                | Rams                                             | Hrútar                                               | Islandais                                               | Grímur Hákonarson                                                                                             | Non nommé             |
| Israël                 | Baba Joon                                        | באבא ג'ון                                            | Persan                                                  | Yuval Delshad                                                                                                 | Non nommé             |
| Italie                 | Mauvaise Graine                                  | Non essere cattivo                                   | Italien                                                 | Claudio Caligari                                                                                              | Non nommé             |
| Japon                  | 100 Yen Love                                     | 百円の恋                                             | Japonais                                                | Masaharu Take                                                                                                 | Non nommé             |
| Jordanie               | Theeb                                            | ذيب                                                  | Arabe                                                   | Naji Abu Nowar                                                                                                | Nommé                 |
| Kazakhstan             | Stranger                                         | Жат                                                  | Kazakh                                                  | Ermek Tursunov                                                                                                | Non nommé             |
| Kirghizistan           | Heavenly Nomadic                                 | Сутак                                                | Kyrgyz                                                  | Mirlan Abdykalykov                                                                                            | Non nommé             |
| Kosovo                 | Babai                                            | Babai                                                | Albanais                                                | Visar Morina                                                                                                  | Non nommé             |
| Lettonie               | Modris                                           | Modris                                               | Letton                                                  | Juris Kursietis                                                                                               | Non nommé             |
| Liban                  | Void                                             | وينن                                                 | Arabe                                                   | Tarek Korkomaz, Zeina Makki, Jad Beyrouthy, Christelle Ighniades, Salim Habr, Maria Abdel Karim, Naji Bechara | Non nommé             |
| Lituanie               | The Summer of Sangailė                           | Sangailės vasara                                     | Lituanien                                               | Alanté Kavaïté                                                                                                | Non nommé             |
| Luxembourg             | Baby(a)lone                                      | Baby(A)lone                                          | Luxembourgeois                                          | Donato Rotunno                                                                                                | Non nommé             |
| Macédoine du Nord      | Honey Night                                      | Медена ноќ                                           | Macédonien                                              | Ivo Trajkov                                                                                                   | Non nommé             |
| Malaisie               | Men Who Save the World                           | Lelaki harapan Dunia                                 | Malaisien                                               | Liew Seng Tat (en)                                                                                            | Non nommé             |
| Maroc                  | Aïda                                             | عايدة                                                | Arabe                                                   | Driss Mrini                                                                                                   | Non nommé             |
| Mexique                | 600 Miles                                        | 600 Millas                                           | Espagnol                                                | Gabriel Ripstein                                                                                              | Non nommé             |
| Monténégro             | Ti mene nosiš                                    | Ti mene nosiš                                        | Croate                                                  | Ivona Juka | Non nommé             |
| Népal                  | Talakjung vs Tulke                               | टलकजंग भर्सेस टुल्के                                       | Népalais                                                | Nischal Basnet                                                                                                | Non nommé             |
| Norvège                | The Wave                                         | Bølgen                                               | Norvégien, danois                                       | Roar Uthaug                                                                                                   | Non nommé             |
| Pakistan               | Moor                                             | ماں                                                  | Ourdou, pashto                                          | Jami | Non nommé             |
| Palestine              | The Wanted 18                                    | The Wanted 18                                        | Arabe                                                   | Paul Cowan, Amer Shomali                                                                                      | Non nommé             |
| Paraguay               | Cloudy Times                                     | El tiempo nublado                                    | Espagnol                                                | Arami Ullon                                                                                                   | Non nommé             |
| Pays-Bas               | The Paradise Suite                               | The Paradise Suite                                   | Bulgare, suédois, français, bosnien, serbe, néerlandais | Joost van Ginkel                                                                                              | Non nommé             |
| Pérou                  | NN                                               | NN                                                   | Espagnol                                                | Héctor Gálvez                                                                                                 | Non nommé             |
| Philippines            | Heneral Luna                                     | Heneral Luna                                         | Filipino                                                | Jerrold Tarog                                                                                                 | Non nommé             |
| Pologne                | 11 Minutes                                       | 11 Minut                                             | Polonais, anglais                                       | Jerzy Skolimowski                                                                                             | Non nommé             |
| Portugal               | Arabian Nights: Volume 2 - The Desolate One      | As Mil e Uma Noites: Volume 2, O Desolado            | Portugais                                               | Miguel Gomes                                                                                                  | Non nommé             |
| République dominicaine | Sand Dollars                                     | Dólares de Arena                                     | Espagnol                                                | Laura Amelia Guzmán, Israel Cárdenas                                                                          | Non nommé             |
| Tchéquie               | Home Care                                        | Domácí péče                                          | Tchèque                                                 | Slávek Horák                                                                                                  | Non nommé             |
| Roumanie               | Aferim!                                          | Aferim!                                              | Roumain, romani                                         | Radu Jude | Non nommé             |
| Royaume-Uni            | Under Milk Wood                                  | Under Milk Wood                                      | Gallois, anglais                                        | Kevin Allen                                                                                                   | Non nommé             |
| Russie                 | Sunstroke                                        | Солнечный удар                                       | Russe                                                   | Nikita Mikhalkov                                                                                              | Non nommé             |
| Serbie                 | Enclave                                          | Енклава                                              | Serbe, albanais                                         | Goran Radovanović                                                                                             | Non nommé             |
| Singapour              | 7 Letters                                        | 7 Letters                                            | Malais, hokkien, mandarin, malayalam, anglais           | Boo Junfeng, Eric Khoo, Jack Neo, K Rajagopal, Tan Pin Pin, Royston Tan, Kelvin Tong                          | Non nommé             |
| Slovaquie              | Koza                                             | Koza                                                 | Slovaque, tchèque                                       | Ivan Ostrochovský                                                                                             | Non nommé             |
| Slovénie               | The Tree                                         | Drevo                                                | Slovène                                                 | Sonja Prosenc                                                                                                 | Non nommé             |
| Suède                  | A Pigeon Sat on a Branch Reflecting on Existence | En duva satt på en gren och funderade över tillvaron | Suédois                                                 | Roy Andersson                                                                                                 | Non nommé             |
| Suisse                 | Iraqi Odyssey                                    | Iraqi Odyssey                                        | Arabe                                                   | Samir | Non nommé             |
| Taïwan                 | The Assassin                                     | 刺客聶隱娘                                           | Mandarin                                                | Hou Hsiao-hsien                                                                                               | Non nommé             |
| Thaïlande              | How to Win at Checkers (Every Time)              | พี่ชาย My Hero (Pi Chai My Hero)                       | Thai                                                    | Josh Kim | Non nommé             |
| Turquie                | Sivas                                            | Sivas                                                | Turc                                                    | Kaan Müjdeci                                                                                                  | Non nommé             |
| Uruguay                | A Moonless Night                                 | Una noche sin luna                                   | Espagnol                                                | Germán Tejeira                                                                                                | Non nommé             |
| Venezuela              | Gone with the River                              | Dauna. Lo que lleva el río                           | Warao                                                   | Mario Crespo                                                                                                  | Non nommé             |
| Viêt Nam               | Jackpot                                          | Trúng số                                             | Vietnamien                                              | Dustin Nguyen                                                                                                 | Non nommé             |